# Benno Ohnesorg
Benno Paul Johann Ohnesorg (* 15. Oktober 1940 in Hannover; † 2. Juni 1967 in West-Berlin) war ein vielseitig kulturell und politisch interessierter deutscher Student, Pazifist und Mitglied einer evangelischen Studentengemeinde. Er war Teilnehmer an der Demonstration am 2. Juni 1967 in West-Berlin gegen den Staatsbesuch von Schah Mohammad Reza Pahlavi. Dabei tötete der West-Berliner Polizist Karl-Heinz Kurras den 26-Jährigen mit einem Pistolenschuss aus kurzer Distanz in den Hinterkopf.
Ohnesorgs gewaltsamer Tod machte ihn in ganz Deutschland bekannt und trug wesentlich dazu bei, dass sich die westdeutsche Studentenbewegung der 1960er Jahre bundesweit ausbreitete und radikalisierte. Sein Todestag gilt als Einschnitt der westdeutschen Nachkriegsgeschichte mit weitreichenden gesellschaftspolitischen Folgen.
Kurras wurde durch die von ihm behauptete Notwehr-Situation und weitere Falschaussagen seiner Polizeikollegen in zwei Gerichtsverfahren freigesprochen. Nachdem 2009 seine Tätigkeit als Geheimer Mitarbeiter der DDR-Staatssicherheit bekannt geworden war, wurde nochmals gegen ihn ermittelt. Erwiesen ist seit 2011, dass er auf Ohnesorg ohne Auftrag, unbedrängt und wahrscheinlich gezielt geschossen hatte. Eine neue Anklage blieb wegen der als unzureichend eingestuften Beweislage aus.

## Familie
Benno Ohnesorg war der zweite von drei Söhnen. Seine Mutter starb, als er neun Jahre alt war. Er wuchs bei seinem Vater auf, der inzwischen wieder geheiratet hatte. Nach der Mittleren Reife absolvierte er eine Lehre als Schaufensterdekorateur.

## Abiturlehrgang
Anfang 1960 bewarb sich Ohnesorg beim Braunschweig-Kolleg, um dort das Abitur nachzuholen. Er gab Kunsterzieher als Berufswunsch an und nannte moderne Malerei und Lyrik, klassische griechische und zeitgenössische Dramen sowie Kammermusik als seine Interessengebiete und teilte mit, er erstelle Plastiken und Linolschnitte, besuche regelmäßig Klavierkonzerte und informiere sich regelmäßig über alle aktuellen Tendenzen der modernen Kunst. Die Psychologin des Kollegs, Elisabeth Müller-Luckmann, bescheinigte ihm Sensibilität, Intelligenz, musisches Talent, Eigensinn und große Aufnahmefähigkeit. Er sei introvertiert und eher nachdenklich als tonangebend, habe aber „durchaus Ansätze, jemand zu werden, der nicht ganz alltäglich ist“. Im Oktober 1960 präzisierte er seine Interessen in einem Brief an seinen künftigen Schuldirektor: Er wolle Hirnphysiologie und Kunst studieren. Er wurde als einer von vierzig aus vierhundert Bewerbern für 1961 zugelassen.
Im Abiturlehrgang zeigte sich Ohnesorg als vielseitig literarisch und musikalisch interessiert. Er las Werke französischer Dichter seit François Villon sowie deutsche Nachkriegsautoren. Mit seinem Freund und Mitschüler Uwe Timm las und diskutierte er Werke von Albert Camus (Der Fremde), Jean-Paul Sartre, Samuel Beckett (Molloy), Ernst Bloch (Spuren), Friedrich Nietzsche (Menschliches, Allzumenschliches). Er schrieb Gedichte, veröffentlichte aber nur eins davon in der einzigen Ausgabe einer von ihm und Uwe Timm herausgegebenen Literaturzeitschrift namens teils-teils.
Ohnesorg nutzte seine Schul- oder Semesterferien für Bildungsaufenthalte und Schulpraktika im Ausland, etwa in Großbritannien (1961), Marokko (1962) und Frankreich (1965 und 1966). Seit 1961 studierte er englische Dichtung, interessierte sich für Kalligraphie und lernte dafür Chinesisch. 1962 begann er Arabisch zu lernen. 1963 bestand er das Abitur.

## Studium
Im Herbst 1963 bewarb sich Ohnesorg an der Staatlichen Hochschule der Bildenden Künste in West-Berlin, wurde aber abgelehnt. 1964 begann er, an der Freien Universität in West-Berlin Romanistik und Germanistik zu studieren mit dem Ziel, Gymnasiallehrer zu werden. Am 27. April 1967 heiratete er seine schwangere Freundin Christa. Er wohnte mit ihr in der Prinzregentenstraße 9 in Berlin-Wilmersdorf.
Ohnesorg war Pazifist und Mitglied einer evangelischen Studentengemeinde. Entgegen vielen Darstellungen war er politisch engagiert: Er nahm 1964 am Deutschlandtreffen der Jugend in Ost-Berlin teil und erklärte seinem Freund Alex Schubert Theaterstücke von Bertolt Brecht, war jedoch kein Marxist. Er war Mitglied im Diskussionsclub Argument, unterschrieb eine Petition der Kampagne für Abrüstung der Ostermarsch-Bewegung und ging zu einer Demonstration gegen die Bildungspolitik des West-Berliner Senats. Er las die Zeitschrift Berliner Extra-Dienst. Im Frühjahr 1967 äußerte er sich öfter empört über die zunehmende Gewalt der Berliner Polizei. Besonders interessierte ihn Unrecht in „Dritte-Welt“-Staaten.

## Todesumstände

### Vorlauf
Wie viele damalige Studenten hatte sich Benno Ohnesorg über die damaligen Zustände im Iran informiert. Am 1. Juni 1967 hörte er mit bis zu 4000 Studenten in der FU Berlin einen Vortrag des iranischen Regimekritikers Bahman Nirumand, dessen Buch Persien, Modell eines Entwicklungslandes er gelesen hatte. Abends besuchte Ohnesorg den Jugendclub Ça Ira in Berlin-Wilmersdorf und diskutierte mit anderen Clubgästen über das Verhalten der Berliner Polizei bei Demonstrationen. Er hielt Berichte über deren Brutalität für überzogen und erhielt zur Antwort, er könne sich ja am Folgetag bei der geplanten Demonstration gegen den Schah selbst ein Bild davon machen. Am Vormittag des 2. Juni hörte er im Rundfunksender RIAS, dass Schahanhänger am Rathaus Schöneberg auf friedliche Demonstranten einschlugen, die anwesende Polizei erst zuschaute und dann mitprügelte. Daraufhin beschlossen er und seine Frau Christa, abends vor der Deutschen Oper gegen den Schah mit zu demonstrieren. Dazu fertigten sie ein Spruchband mit der Aufschrift „Autonomie für die Teheraner Universität“ an.

### Vor der Deutschen Oper
Vor dem Opernhaus hatten sich bis 19 Uhr etwa 2000 Demonstranten versammelt. Bis zum Eintreffen des Schahs um 20 Uhr griff die Polizei immer wieder Einzelne aus der Menge und misshandelte sie. Nachdem das Schahehepaar die Oper betreten hatte, begannen etwa 4000 Polizisten die Demonstration ohne Vorwarnung mit Knüppeln, Wasserwerfern und Reizgas gewaltsam aufzulösen. Benno und Christa Ohnesorg standen mit ihrem Bekannten Dietz Bering auf dem südlichen Gehweg und wurden mit der Menge zur Kreuzung Krumme Straße/Bismarckstraße gedrängt.
An der Einmündung der Krumme Straße bildete die Polizei ein enges Spalier mit Wasserwerfern. Polizisten in Zivilkleidung, darunter Karl-Heinz Kurras, verfolgten fliehende Demonstranten, um sie weiter zu verprügeln und vermeintliche Rädelsführer festzunehmen (intern „Fuchsjagd“ genannt). Ohnesorg sah, wie mehrere Zivilbeamte einen Mann in einen Innenhof des Gebäudes Krumme Straße Nr. 66/67 (heute: Schillerstraße 29) zerrten. Um zu beobachten, was dort mit ihm geschah, folgte er ihnen und trennte sich von seiner schwangeren Frau, die sich auf den Heimweg machte. Er trug an diesem Abend ein auffälliges hellrotes Hemd und Sandalen, woran Zeugen ihn später identifizierten.

### Tödlicher Schuss

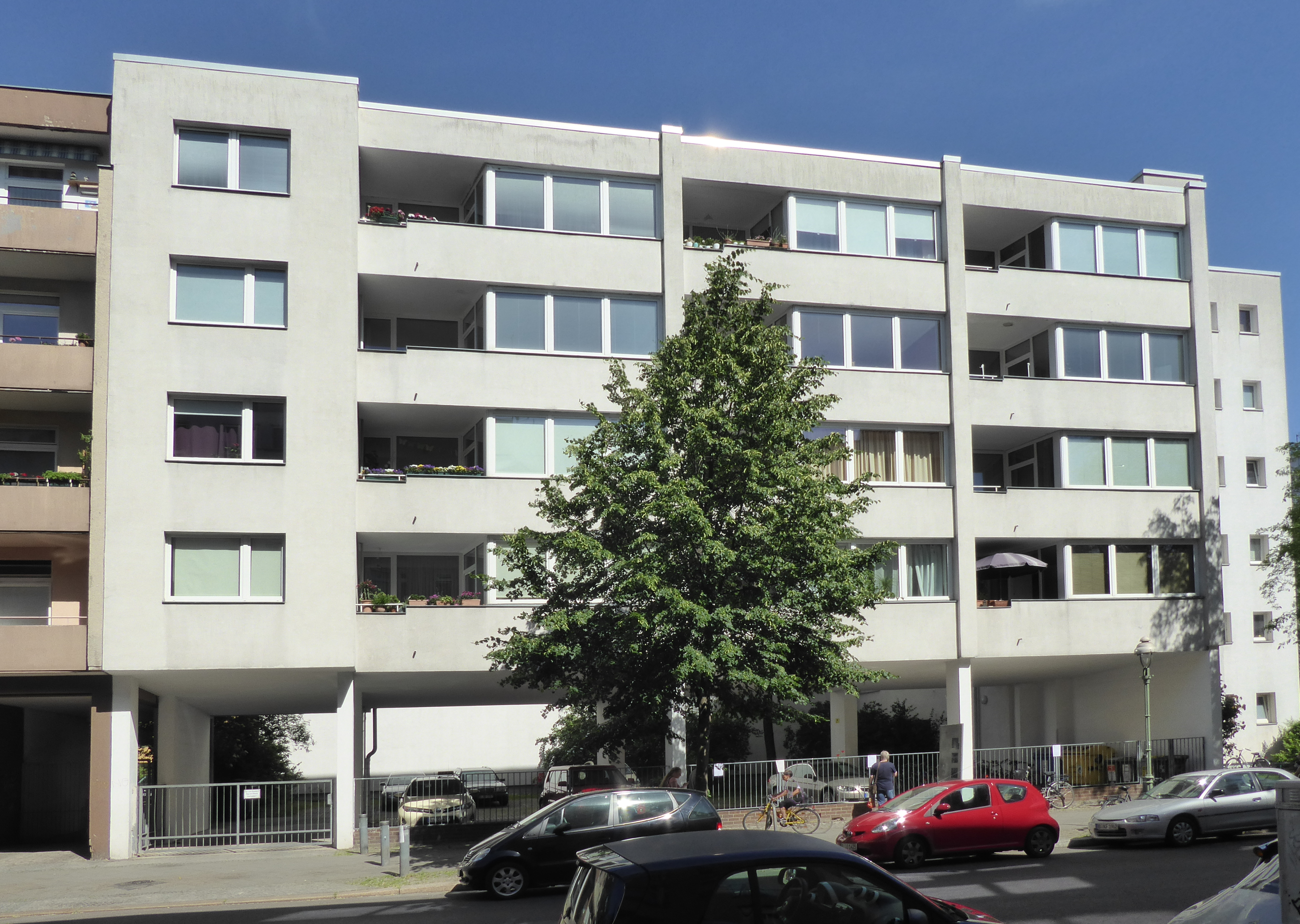
Haus Krumme Straße 66, heute Schillerstraße 29

Greiftrupps bewaffneter ziviler und uniformierter Polizisten schlugen und traten im Hinterhof mehrere Demonstranten (Hartmut R., Götz F.). Andere versuchten, die Schläger verbal davon abzuhalten, bis weitere Polizisten dazukamen und sie hinaustrieben. Nach Fotografien von Uwe Dannenbaum (B.Z.) und Bernard Larsson (Der Stern) stand Ohnesorg zunächst an einer Teppichstange im Hof und beobachtete mit anderen die Szene. Er bewegte sich dann zum Hofausgang, wurde zwischen parkenden Pkws von mindestens drei Polizisten (Thomas H., Ulrich K., Klaus N.) gestellt, eingekreist, festgehalten und ebenfalls verprügelt. Dies bezeugten sowohl andere Polizisten (Helmut Starke, Horst Geier, Hans Kaiser) als auch Studenten. Alle Zeugenaussagen schlossen die von Kurras später behauptete Notwehrsituation aus.
Etwa um 20:30 Uhr traf ein Schuss Ohnesorg aus etwa eineinhalb Metern Entfernung in den Hinterkopf. Mehrere Zeugen sahen und hörten Details des Vorgangs: Ohnesorgs Fluchtversuch, die ihn schlagenden Polizisten, seine gehobenen Hände (als Ergebungs- oder Beschwichtungsgeste gedeutet), einen Ruf „Bitte nicht schießen“ (wahrscheinlich von Ohnesorg selbst, als er die Waffe sah), Mündungsfeuer in Kopfhöhe, Ohnesorgs Sturz danach. Auf einem erst nach 2009 digital aufgehellten Foto stützt sich Kurras mit der linken Hand auf der Schulter eines der drei Polizisten ab, wahrscheinlich um mit der rechten Hand auf Ohnesorg zu zielen, dessen nackte Füße in Sandalen am Boden erkennbar sind. Der Einsatzleiter Helmut Starke steht direkt hinter Kurras und schaut zu; er behauptete später, den Hof erst nach dem Schuss betreten zu haben. Mehrere Zeugen hörten den Dialog des Polizisten Horst Geier mit Kurras: „Bist du denn wahnsinnig, hier zu schießen?“ – „Die ist mir losgegangen.“ Auf einer Tonbandaufnahme des Süddeutschen Rundfunks waren ein Schussgeräusch, gleich darauf einsetzende „Mörder, Mörder!“-Rufe und der Befehl einer männlichen Person: „Kurras, gleich nach hinten! Los! Schnell weg!“ zu hören. Die Aufnahme wurde im Kurrasprozess nicht als Beweismittel zugelassen und verschwand spurlos.
Die Überprüfung des damaligen Foto- und Filmmaterials durch die Bundesanwaltschaft (2009–2012) erhärtete den Verdacht, dass Kurras unbedrängt und gezielt auf Ohnesorg geschossen, seine Kollegen das aus nächster Nähe beobachtet und dann vertuscht hatten. Historiker, Investigativjournalisten und Autoren neuer Dokumentationen werten die Tat seitdem als Mord.

### Tod im Krankenwagen
Die Studentin Erika S. hatte den Knall gehört, aber nicht als Pistolenschuss gedeutet. Sie erreichte, dass die prügelnden Polizisten von dem Schwerverletzten abließen. Friederike Hausmann und eine weitere Frau drehten Ohnesorg auf den Rücken und stützten seinen blutenden Kopf, wie ein berühmt gewordenes Foto zeigt.
Anwesende Polizisten weigerten sich zunächst, einen Krankenwagen zu holen. Bis zu dessen Eintreffen hinderten sie einen herbeigeeilten Medizinalassistenten daran, dem Verletzten Erste Hilfe zu leisten, obwohl der Mann sich auswies und seine Arzttasche vorzeigte. Nach seinen Angaben endete der zehnminütige Wortwechsel damit, dass die Polizei ihn als Kommunisten verdächtigte, als er auf seine Arzttätigkeit in Ost-Berlin hinwies.
Gegen 20:50 Uhr traf der Krankenwagen ein. Die Fahrt ins Krankenhaus dauerte geschätzte 45 Minuten, da das zunächst angefahrene Albrecht-Achilles-Krankenhaus und die Westendklinik angaben, keine Betten für Verletzte mehr frei zu haben. Die Begleiter, ein Sanitäter und eine selbst verletzte Krankenschwester, versuchten während der Fahrt, Ohnesorgs Leben zu retten. Nach Aussage der Krankenschwester starb er in ihrem Beisein auf dem Transport. Gegen 21:35 Uhr erreichte der Wagen das Krankenhaus Moabit. Ein Arzt untersuchte Ohnesorg kurz und fragte die Sanitäter, weshalb sie einen Toten gebracht hätten. Laut Krankenhausakte trat Ohnesorgs Tod jedoch erst um 22:55 Uhr ein; als Todesursache wurde „Schädelbasisbruch“ angegeben.
Nach damaligen Zeugenaussagen beteiligter Mediziner und Polizisten, die ab 2009 bekannt wurden, wurde Ohnesorg zunächst in einen Abstellraum der Klinik geschoben. Polizeikommissar Erich T. aus Kurras’ Abteilung besichtigte den Leichnam, sah das Einschussloch und erhielt dazu die Auskunft eines Arztes: „Das war wohl tödlich.“ Mehrere Polizeibeamte in Zivil waren anwesend und sprachen mit beteiligten Ärzten. Später wurde am leblosen Körper Ohnesorgs eine Wiederbelebung versucht. Sein Kopf wurde rasiert und geröntgt, so dass das Projektil darin hätte entdeckt werden können. Der beteiligte junge persische Assistenzarzt Homayoun T. war der Sohn des damaligen Wirtschaftsminister des Schahs, seine Familie war mit dem Schah befreundet. Er trug auf Anweisung seiner Vorgesetzten den falschen Todeszeitpunkt 22:55 Uhr in Ohnesorgs Totenschein ein. Dies sollte die Operation am Schädel des Toten wahrscheinlich als Rettungsversuch tarnen. Dazu dokumentierte T. auch eine falsche Todesursache: „Schädelverletzung durch stumpfe Gewalteinwirkung“. Kurras durfte den Leichnam Ohnesorgs noch in der Nacht zum 3. Juni besichtigen. Ein weiterer Polizist behauptete dabei, der Tote sei „zu seinen Lebzeiten“ einer der „größten Krakeeler“ am Vorabend gewesen.

### Obduktion
Der Berliner Innensenator Wolfgang Büsch ordnete an, die zunächst für den 5. Juni 1967 angesetzte Obduktion schon am Vormittag des 3. Juni durchzuführen. Der obduzierende Arzt fand Prellungen und Hämatome am ganzen Leichnam Ohnesorgs. Als Todesursache stellte er einen „Gehirnsteckschuss“ fest. Ein sechs mal vier Zentimeter großes Knochenstück der Schädeldecke mit dem Einschussloch war herausgesägt und die Kopfhaut darüber zugenäht worden. Der anwesende Rechtsanwalt Horst Mahler, damals Mitglied im SDS, deutete diesen Befund als Versuche, die Todesursache zu vertuschen. Uwe Soukup fasste die offenen Fragen 2007 dazu zusammen:

„Warum wurde an einem Toten herumoperiert? Welchen medizinischen Sinn soll es haben, den Teil des Schädelknochens herauszusägen, in dem sich die Einschussstelle befindet? […] Wurde der Todeszeitpunkt auf 22:55 festgelegt, um die merkwürdige Behandlung des bereits Verstorbenen zu legitimieren, indem man sie als Rettungsversuch ausgibt? […] Obwohl die Einschussstelle freigelegt und daran herumoperiert worden war, will tatsächlich niemand die Schussverletzung bemerkt haben?“

Eine sofort angeordnete polizeiliche Suche nach dem Knochenstück blieb ergebnislos. Beteiligte Ärzte und Schwestern verwahrten sich gegen Manipulationsvorwürfe. Im späteren Freispruch für Kurras wurde bestätigt, Ohnesorg sei sehr wahrscheinlich noch nach dem Schuss verprügelt worden. Der behandelnde Arzt habe Einschuss, Schusskanal und Projektil im Gehirn nicht erkannt.

### Überführung und Beerdigung

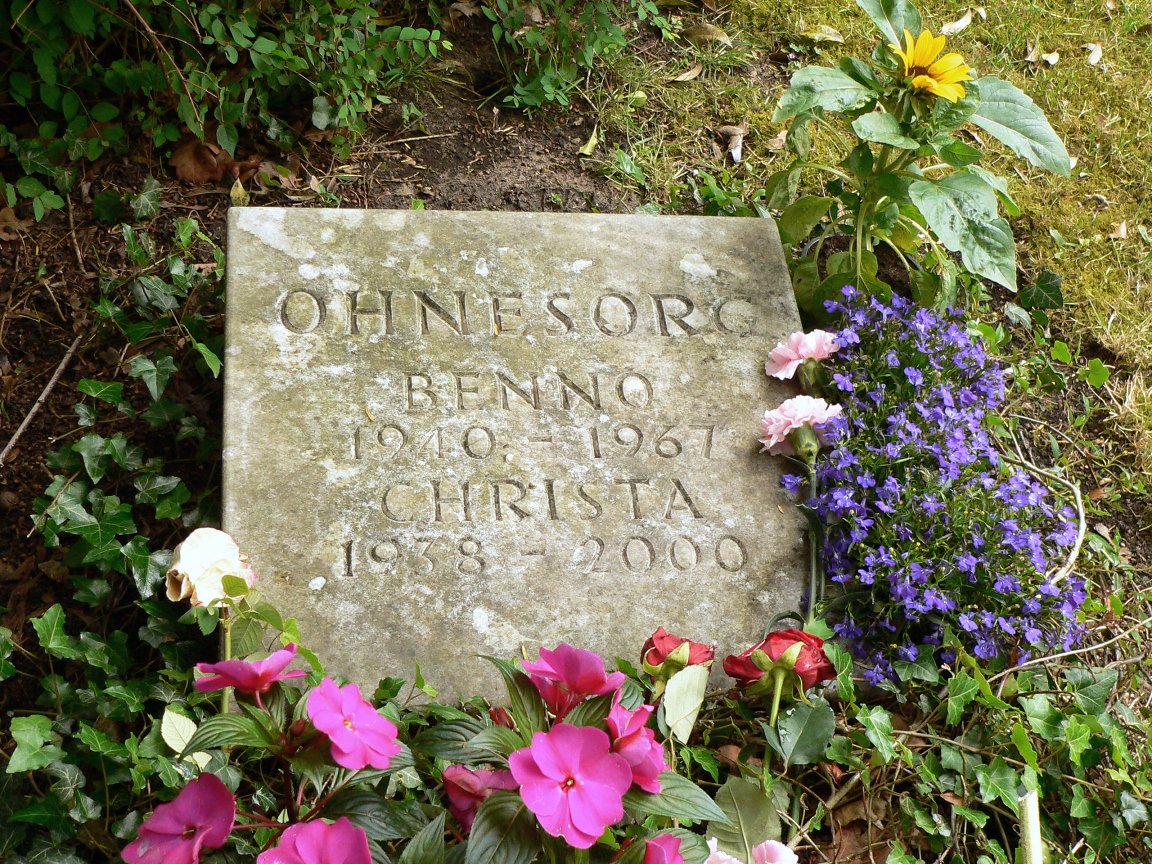
Grabstein der Eheleute Benno und Christa Ohnesorg; aufgenommen 2017

Am 8. Juni 1967 fand zunächst eine Trauerfeier im Henry-Ford-Bau der FU Berlin für Ohnesorg statt. Dann wurde sein Leichnam nach Hannover überführt. Ein vom West-Berliner Senat am 3. Juni 1967 erlassenes Demonstrationsverbot wurde kurzfristig aufgehoben. Etwa 15.000 Menschen versammelten sich am Grenzübergang Dreilinden, um Ohnesorg zu verabschieden. Der Berliner Theologe Helmut Gollwitzer erinnerte in seiner Ansprache an die Todesopfer des Vietnamkriegs und Nahostkonflikts im selben Monat und fuhr fort:

„Benno Ohnesorgs Leidenschaft galt dem Frieden… Als er sich dort von seiner Frau an der Straßenecke in der Schillerstraße trennte und hinüber zur Krummen Straße ging, […] war es vielleicht sein Impuls, einem Misshandelten zu helfen, der ihn sein Leben kostete […] Nehmt diesen ersten unkontrollierten Konvoi seit Kriegsende als Zeichen der Verheißung für ein künftiges friedliches Deutschland […], in dem man wieder, ungehindert durch Autobahngebühren, Stacheldrähte und Mauern, frei hin und herfahren kann.“

Der Senat wollte Ohnesorgs Leichnam per Flugzeug überführen lassen. Dagegen hatte Christa Ohnesorg eine Überführung auf dem Landweg durchgesetzt. Hunderte Fahrzeuge begleiteten Ohnesorgs Sarg auf der Transitstrecke durch die DDR, die für den übrigen Verkehr gesperrt wurde. Die DDR-Behörden verzichteten an beiden Grenzübergängen auf die üblichen Kontrollen und Transitgebühren. FDJ-Gruppen und Betriebsdelegationen grüßten den Konvoi mit Propagandaplakaten. Die Sperrung der Transitstrecke verärgerte viele westdeutsche Lkw-Fahrer. Die Braunschweiger Polizei schützte den Konvoi jedoch vor deren Angriffen.
Am 9. Juni 1967 fand ein Schweigemarsch von etwa 7000 Studenten durch die Innenstadt Hannovers statt. Ohnesorg wurde auf dem Stadtteilfriedhof Bothfeld (Abteilung 2A, Nummer 176) beerdigt. Als „bedeutendes Grab“ wird es seit 2019 von der Stadt Hannover gepflegt. An fast allen Hochschulen der Bundesrepublik demonstrierten zwischen dem 3. und 9. Juni 1967 Studenten gegen Polizeigewalt, insgesamt über 100.000. Im November 1967 gebar Christa Ohnesorg den gemeinsamen Sohn Lukas, dessen Patenschaft Helmut Gollwitzer übernahm. Sie befreundete sich mit Gretchen Dutschke-Klotz, der Ehefrau des Studentenführers Rudi Dutschke. Nach ihrem Tod im Jahr 2000 wurde sie neben ihrem Mann beerdigt.

## Politische und juristische Folgen
Ohnesorgs Erschießung löste wochenlange Massendemonstrationen in ganz Westdeutschland aus und führte in den Folgemonaten zu den Rücktritten des Polizeipräsidenten, des Innensenators und des Regierenden Bürgermeisters von West-Berlin, Heinrich Albertz. Dieser hatte zunächst den Studenten die Alleinschuld an Ohnesorgs Tod gegeben und musste wegen der ermittelten Tatsachen davon abrücken. Der Prozess gegen Kurras endete mit dessen Freispruch, wobei entscheidende Beweisstücke und Zeugenaussagen unberücksichtigt blieben. Obwohl das Revisionsverfahren die falschen Angaben von Kurras erwies, blieb er straffrei. Nachermittlungen seit 2009 erwiesen Vertuschungsversuche der Todesursache, Absprachen zwischen Polizei und Verteidigern von Kurras sowie Falschaussagen seiner Kollegen und Vorgesetzten im damaligen Prozess gegen ihn. Diese Vergehen sind bis heute nicht aufgearbeitet.

## Gedenken

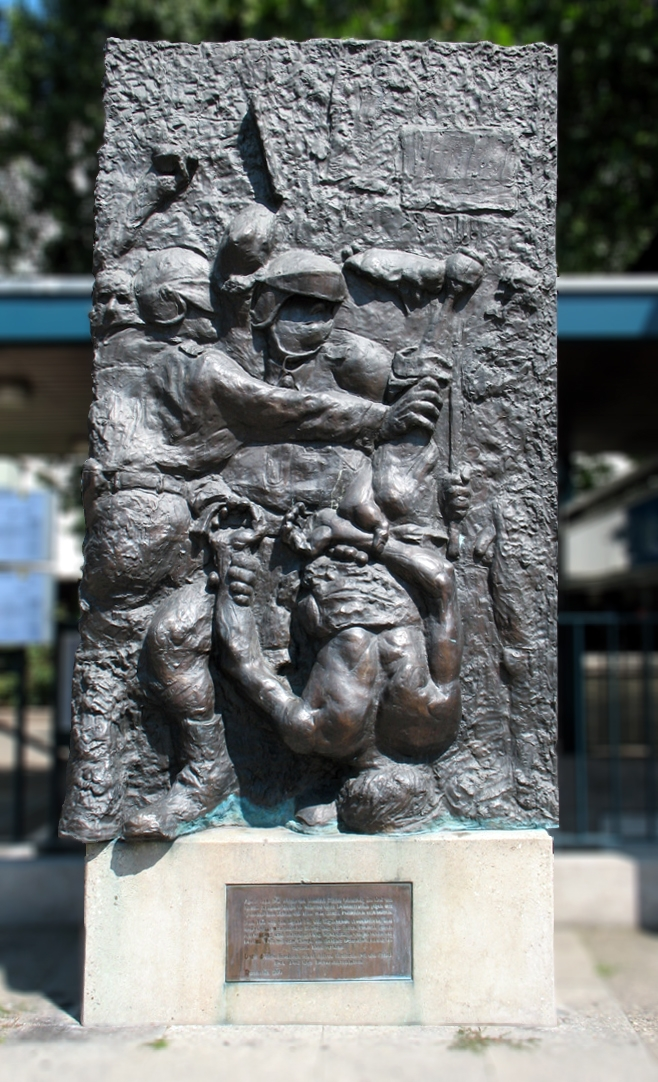
Alfred Hrdlicka: Der Tod des Demonstranten, Relief vor der Deutschen Oper, Berlin

Am 8. Juni 1967 stellten Studenten vor der Oper ein Holzkreuz zum Gedenken an Ohnesorg auf, das die Polizei entfernte. In der Nacht des 17. Juni 1967 benannten einige SDS-Mitglieder, darunter Rudi Dutschke, die Straße des 17. Juni vorübergehend in „Straße des 2. Juni“ um.

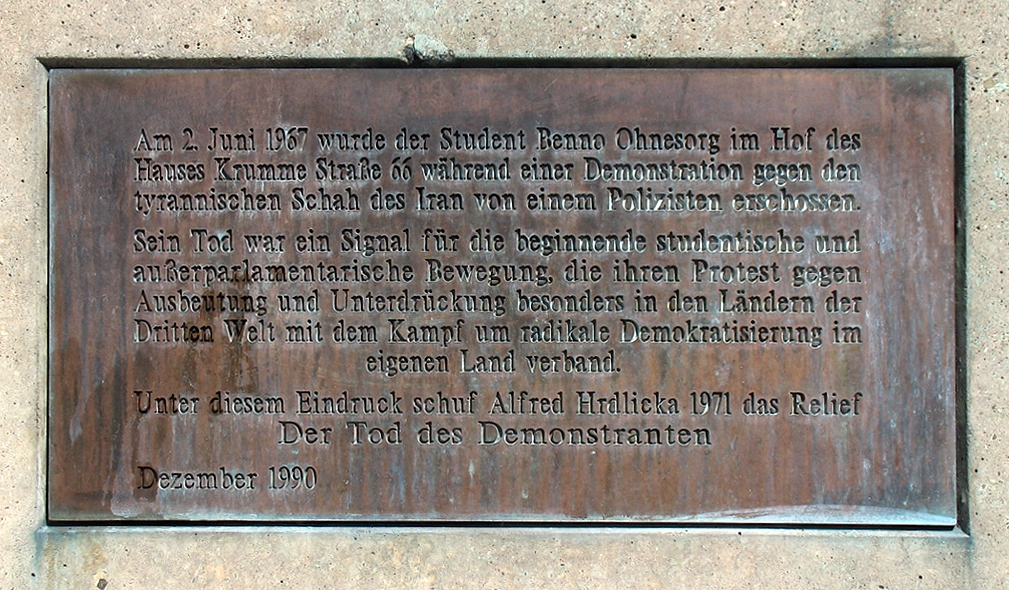
Gedenktafel der Skulptur von Alfred Hrdlicka

1967 entstand das Bild Benno Ohnesorg von Wolf Vostell, eine Verwischung einer Fotografie des angeschossenen auf einer Bahre liegenden Benno Ohnesorg.
1971 schuf der Bildhauer Alfred Hrdlicka das Bronzerelief „Der Tod des Demonstranten“, das 1990 vor der Deutschen Oper in der Bismarckstraße 35 aufgestellt wurde. Eine im Sockel eingelassene Gedenktafel erinnert an die Bedeutung des Ereignisses für die Studentenbewegung.
Wiglaf Droste und Michael Stein gründeten 1991 das Benno-Ohnesorg-Theater für satirische Lese- und Liederabende. In Hannover-Linden-Mitte erinnert seit 1992 die Benno-Ohnesorg-Brücke über die Ihme an den Studenten.

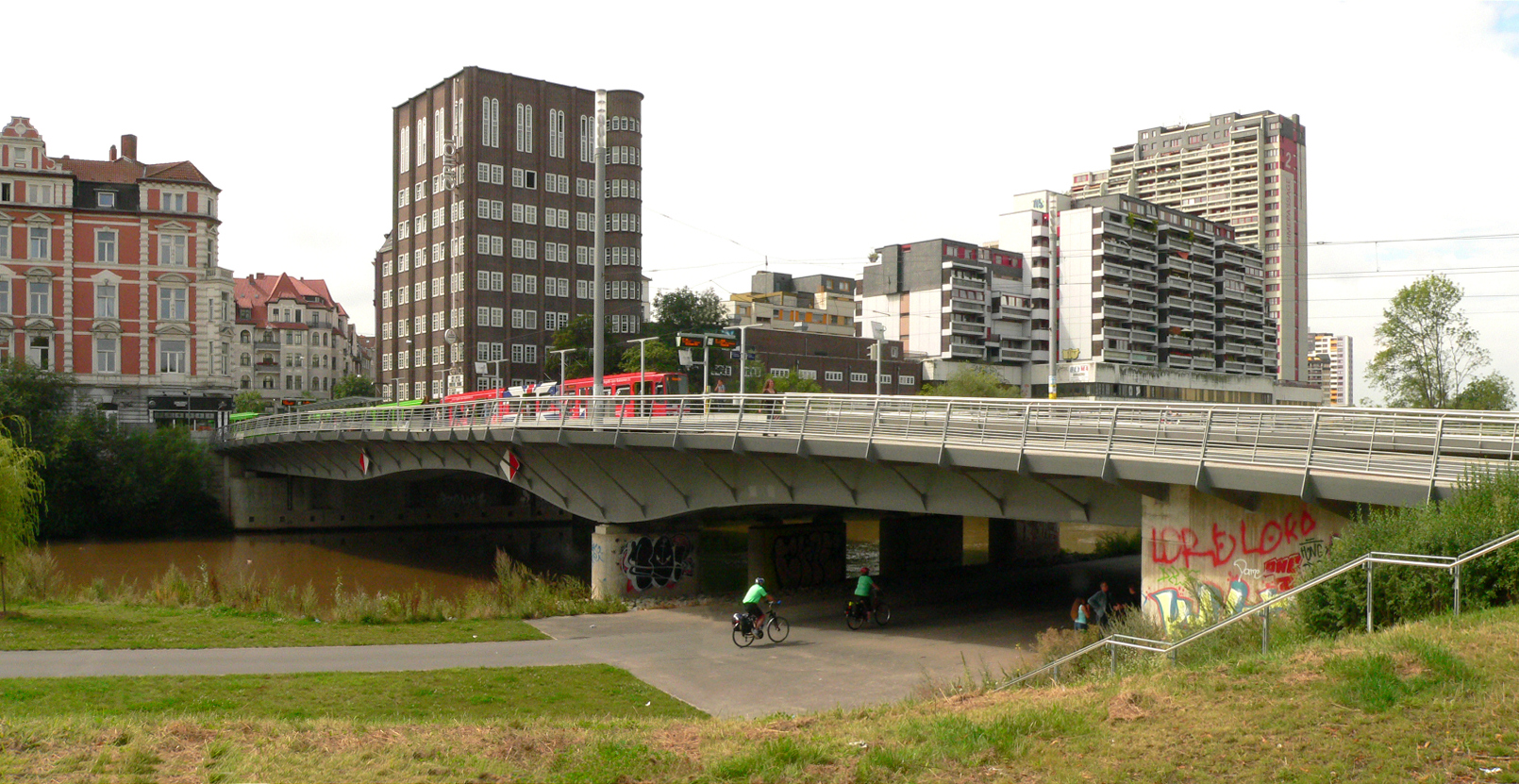
Benno-Ohnesorg-Brücke in Hannover-Linden

Zum 30. Todestag Ohnesorgs 1997 widmete sich ein dreitägiger „Ohnesorg-Kongress“ in der TU Berlin dem Rückblick auf Entwicklung und Wirkung der Studentenbewegung.
Der Schriftsteller Uwe Timm setzte seinem ehemaligen Braunschweiger Mitschüler 2005 mit der Erzählung Der Freund und der Fremde ein literarisches Denkmal.
Zum 40. Todestag Ohnesorgs veröffentlichte Uwe Soukup ein Buch zum 2. Juni 1967, für das er fünf Jahre lang den Tathergang recherchiert, Zeugen befragt, Bild-, Ton- und Schriftdokumente gesammelt und ausgewertet hatte. In vielen Medien erschienen Rückblicke, verbunden mit Warnungen vor ähnlicher Gewalteskalation bei Demonstrationen zum G8-Gipfel in Heiligendamm 2007. Die Berliner Polizei ehrte Ohnesorg am 2. Juni 2007 bei einer Gedenkfeier an der Deutschen Oper erstmals mit einem Kranz.
Die Bezirksverordnetenversammlung von Charlottenburg-Wilmersdorf forderte die Bezirksverwaltung zweimal mehrheitlich auf, den Götz-Friedrich-Platz am U-Bahnhof Deutsche Oper (Ecke Krumme Straße/Bismarckstraße) Benno-Ohnesorg-Platz zu nennen. Der CDU-Baustadtrat Klaus-Dieter Gröhler verweigerte dies zusammen mit dem Stiftungsrat der Oper, die Eigentümerin des Platzes ist, und der Kulturverwaltung im Roten Rathaus.

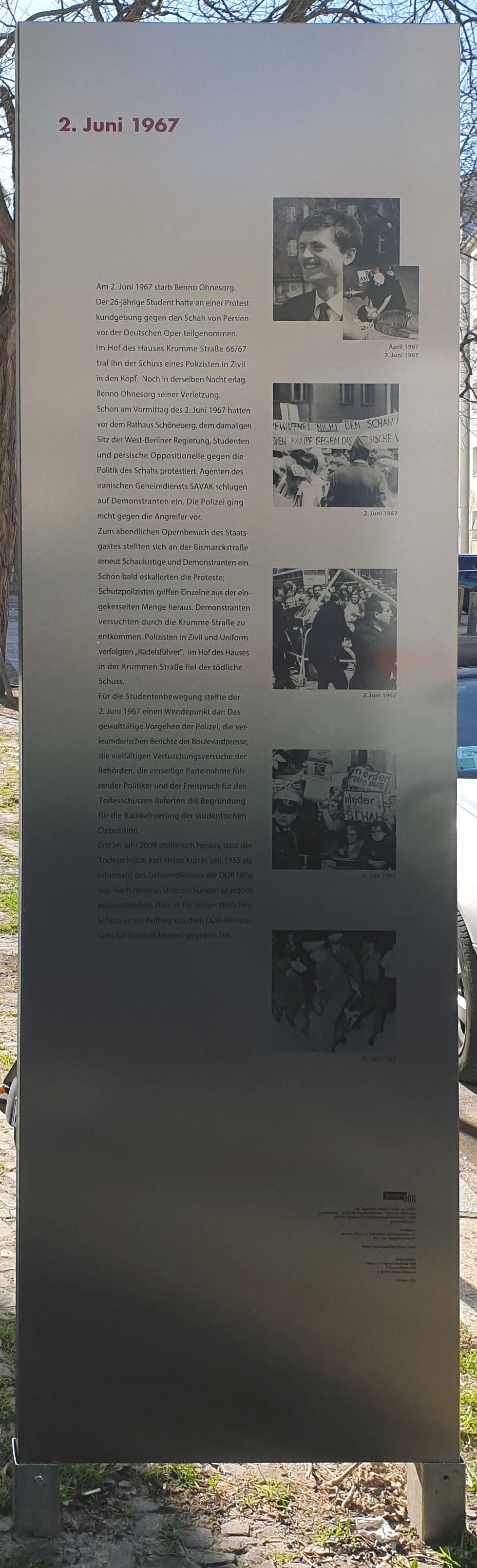
Gedenktafel am Tatort, seit 2023

Am Ort des Todesschusses fehlte über 40 Jahre lang jeder Hinweis auf das Ereignis. Am 12. Dezember 2008 enthüllten Vertreter der Stadt Berlin und Charlottenburgs eine Informationstafel vor dem Haus in der Krumme Straße.
Zum 50. Todestag 2017 plädierte Jürgen Karwelat für die Berliner Geschichtswerkstatt dafür, den Shakespeareplatz in Berlin auf Benno-Ohnesorg-Platz umzubenennen. Bei einer Gedenkveranstaltung am 2. Juni 2017 vor dem Schöneberger Rathaus entschuldigte sich deren Initiator Dirk Behrendt, Berliner Justizsenator, für den damaligen Polizeieinsatz und die unzureichende juristische Aufarbeitung. Die Zeitzeugen Wolfgang Wieland und Gretchen Dutschke-Klotz forderten einen Benno-Ohnesorg-Platz, eine Entschädigung für Lukas Ohnesorg und eine Erklärung zur Schuld von Kurras.

## Weiterführende Informationen

### Bild- und Tondokumente
Filme
- Wie starb Benno Ohnesorg? Der 2. Juni 1967. Dokumentarfilm, rbb, 2017, Buch und Regie: Klaus Gietinger, Margot Overath, Uwe Soukup.
- Benno Ohnesorg – Sein Tod und unser Leben. Dokumentarfilm, hr / arte, 2017, Buch und Regie: Simone Jung.
- Der Tod des Benno Ohnesorg. 2. Juni 1967. Dokumentarfilm, Spiegel TV, 2012, Buch und Regie: Michael Kloft.
- Der 2. Juni 1967. Dokumentarfilm, Buch und Regie: Thomas Giefer, Hans-Rüdiger Minow, Laika-Verlag, Hamburg 2010, ISBN 3-942281-70-8.
- Eine Annäherung an Benno Ohnesorg – Der Freund und der Fremde. Dokumentarfilm, rbb 2008, Buch und Regie: Uwe Timm, Rolf Bergmann.
- Ruhestörung. Drehbuch: Ulmer Institut für Filmgestaltung, Frankfurter SDS, in: Frank Wolff, Eberhard Windaus (Hrsg.), Studentenbewegung 1967–1969. Protokolle und Materialien. Roter Stern, Frankfurt am Main 1977, ISBN 3-87877-093-6, S. 27–97.

Rundfunk
- Benno Ohnesorg – Chronik einer Hinrichtung. rbb-kulturradio / BR / NDR, 24. Mai 2017, Buch: Margot Overath, Regie: Nikolai von Koslowski.
- Es geschah am zweiten Juni. Warum der Tod von Benno Ohnesorg nicht vergessen ist. SFB / ORB / NDR 2002, Buch: Margot Overath, Regie: Nikolai von Koslowski.
- Der Tod von Benno Ohnesorg und die Folgen für Deutschland In: Zeitblende von Schweizer Radio und Fernsehen vom 3. Juni 2017 (Audio)

Bilddokumente
- Martin Düspohl (Hrsg.): Jürgen Henschel. Der Fotograf der Wahrheit. Bilder aus Kreuzberg 1967–1988. Kreuzberg-Museum, Berlin Story Verlag, Berlin 2006, ISBN 3-929829-45-2.
- Jürgen Henschel: Foto vom erschossenen Benno Ohnesorg auf contraste.de.
- Bernard Larsson: Demonstrationen. Ein Berliner Modell. Fotos vom 22./23. Juni 1966 bis 5. Juni 1967. In: Bernward Vesper (Hrsg.): Voltaire Flugschrift Band 10, Voltaire, Berlin 1967, S. 10–84.